# Rääntiönhattu
Rääntiönhattu är en ö i Finland. Den ligger i Finska viken och i kommunen Fredrikshamn i den ekonomiska regionen  Kotka-Fredrikshamn i landskapet Kymmenedalen, i den södra delen av landet. Ön ligger omkring 29 kilometer sydöst om Kotka och omkring 140 kilometer öster om Helsingfors.
Öns area är 3,6 hektar och dess största längd är 300 meter i sydöst-nordvästlig riktning. Ön höjer sig omkring 5 meter över havsytan.